# Ada van Zwieten
Ada van Zwieten es una deportista neerlandesa que compitió en triatlón. Ganó dos medallas en el Campeonato Europeo de Triatlón de Larga Distancia en los años 1991 y 1995.

## Palmarés internacional
| Campeonato Europeo | Campeonato Europeo    | Campeonato Europeo | Campeonato Europeo |
| Año                | Lugar                 | Medalla            | Prueba             |
| ------------------ | --------------------- | ------------------ | ------------------ |
| 1991               | Almere (Países Bajos) | Medalla de plata   | Individual         |
| 1995               | Jümme (Alemania)      | Medalla de bronce  | Individual         |